# Señorío de Ahuacatlán
El Señorío de Ahuacatlán (del náhuatl: Ahuakatlan tlahtokayotl, "Reino del lugar donde hay Aguacates") fue un estado precolombino independiente del occidente de Mesoamérica que se ubicó al sureste del actual estado de Nayarit. Colindaba al oeste con el Reino de Xalisco, al este con el Señorío de Xochitepéc, al sur con los señoríos de Etzatlán, Ameca y Guachinango y al norte con Xécora. Tenía como tributarios a los cacicazgos de Tolalinga, Tonanitechi, Xala, Guautechico y Mexpan.
Era un centro comercial y de intercambio importante en la región.